# IC 5105B
IC 5105B — галактика типу SBab () у сузір'ї Мікроскоп.
Цей об'єкт міститься в оригінальній редакції індексного каталогу.